# 博罗维亚
博罗维亚，是西班牙卡斯蒂利亚-莱昂索里亚省的一个市镇。总面积63平方公里，总人口364人（2001年），人口密度6人/平方公里。